# Maike Schirmer
Maike Schirmer (født 23. maj 1990 i Kaltenkirchen, Tyskland) er en tysk håndboldspiller, der spiller i Buxtehuder SV og Tysklands kvindehåndboldlandshold.